# Herb gminy Waśniów
Herb gminy Waśniów – jeden z symboli gminy Waśniów.

## Wygląd i symbolika
Herb przedstawia na tarczy w polu czerwonym białego łabędzia, pod nim po obu stronach tarczy żółte łany zboża, a pomiędzy nimi żółtą stylizowaną literę „W”. Jest to połączenie historycznego herbu miasta Waśniów (nadanego przez opata komendatoryjnego Andrzeja Karwickiego herbu Łabędź) oraz współczesnego, rolniczego charakteru gminy.
Według legendy po najeździe Tatarów jedyną żywą istotą w spalonym mieście był biały łabędź, który pływał po czerwonej wodzie, odbijającej kolor płonących zabudowań. Stąd obecność tego zwierzęta w herbie miasta.